# Chloridea
Chloridea é um gênero de traça pertencente à família Arctiidae.